# Pojazd hybrydowy

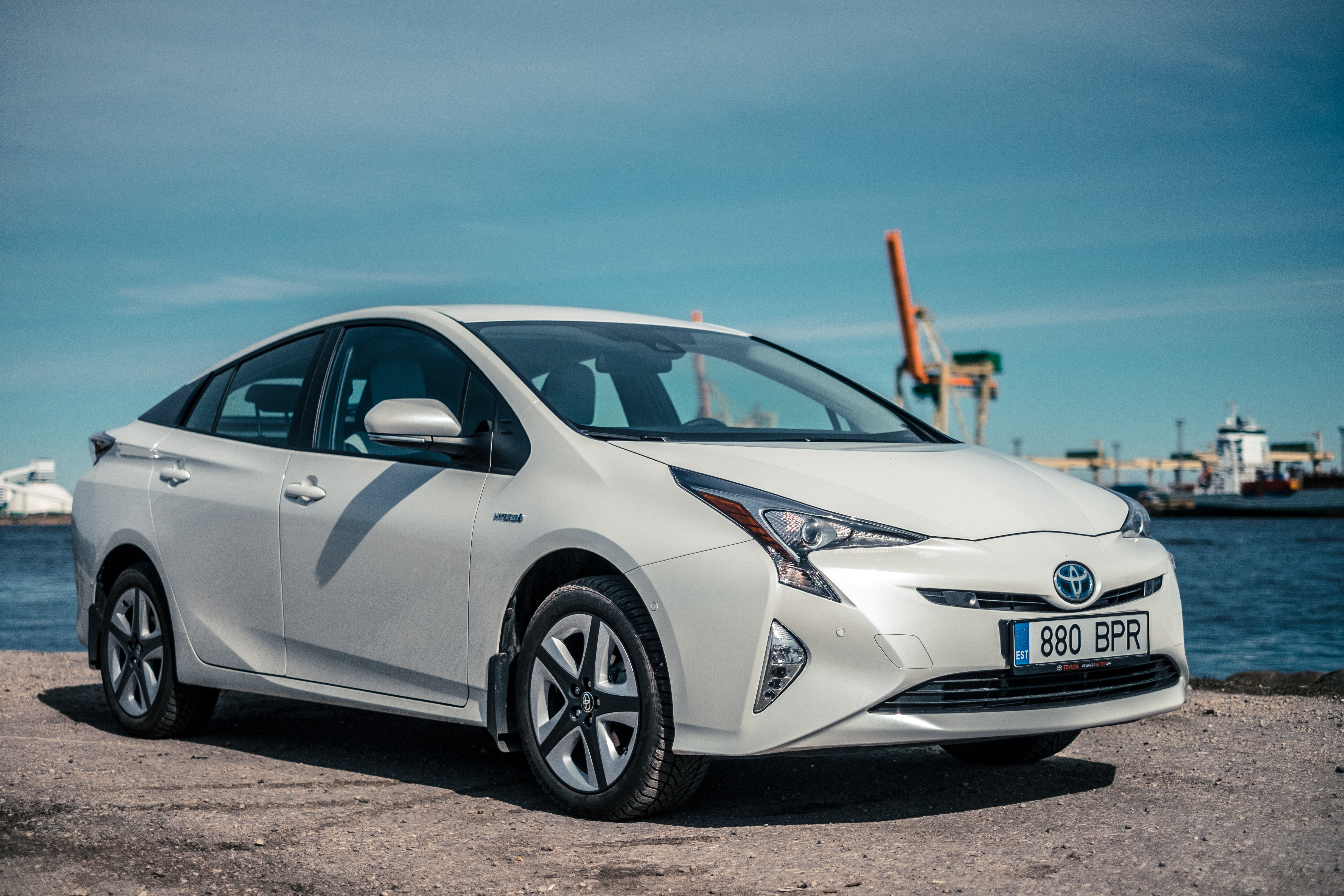
Pojazd hybrydowy

Pojazd hybrydowy – pojazd z napędem wyposażony w co najmniej dwa różne przetworniki energii i dwa różne zbiorniki energii (w pojeździe) służące do napędzania pojazdu.
Według ustawy o elektromobilności i paliwach alternatywnych jest to pojazd samochodowy o napędzie spalinowo-elektrycznym, w którym energia elektryczna jest akumulowana przez podłączenie do zewnętrznego źródła zasilania.